# Le Trou bleu
Pour les articles homonymes, voir Trou bleu.
Le Trou Bleu (ブルー　ホール) est un manga de science-fiction écrit et dessiné par Yukinobu Hoshino en 1991.
En France, le manga a été publié en deux tomes aux éditions Casterman en 1996.

## Histoire
Dans un village situé aux Comores, la jeune Gaïa et son grand-père vivent de la pêche des cœlacanthes, de grands poissons classés comme une espèce rare et protégée. Mais un jour, un monstre marin les attaque et dévore le vieil homme.
Après avoir été repêchée par un navire de police, Gaïa accepte d'emmener le capitaine dans un sous-marin à l'intérieur du Trou bleu, d'où viennent les cœlacanthes. Ils découvrent alors que des créatures marines énormes se frayent un passage dans notre Océan : le Trou bleu est en réalité une faille temporelle conduisant au Mésozoïque. Une expédition, sous les ordres du docteur Hawk, est menée à bord du Chronos pour étudier cette extraordinaire découverte. Mais le navire est emporté dans le Trou bleu et les survivants se retrouvent 65 millions d'années dans le Passé. Ils découvrent alors le plan de Hawk : éliminer le problème de la pollution en aménageant un immense cylindre entre les deux mondes, pour y déverser nos déchets dans la Préhistoire. Peu importe les conséquences...
Un second trou bleu est découvert dans la préhistoire, menant encore plus loin dans le passé. Entre-temps, un gigantesque astéroïde fait route vers la Terre...

## The Blue World
Blue World (ブルー・ワールド) est la suite du Trou Bleu en quatre tomes, du même auteur, à ce jour encore inédit en France .